# (3311) Podobed
(3311) Podobed (1985 PD; 1984 SP; 1983 AW1; 1981 SB5; 1979 HN2; 1976 QM1; 1974 EL) ist ein ungefähr 17 Kilometer großer Asteroid des mittleren Hauptgürtels, der am 26. August 1976 vom russischen, damals sowjetischen, Astronomen Nikolai Stepanowitsch Tschernych am Krim-Observatorium (Zweigstelle Nautschnyj) auf der Halbinsel Krim (IAU-Code: 095) entdeckt wurde.

## Benennung
(3311) Podobed wurde nach Wladimir Wladimirowitsch Podobed (1918–1992) benannt, der Professor am Sternberg-Institut für Astronomie, bekannter Spezialist für Meridian- und fotografische Astrometrie sowie Autor zweier Lehrbücher zur Astrometrie war. Ein Nachruf wurde in Zemlya Vselennaya, Nr. 3, S. 54 (1992) veröffentlicht.